# Lisa Salters
Alisia "Lisa" Salters, nascida em 6 de março de 1966, é uma jornalista estadunidense e ex-atleta de basquete universitário. Ela atua como repórter para a ESPN e ESPN na ABC desde o ano 2000. Anteriormente, Salters reportou sobre o caso do assassinato de O.J. Simpson para a ABC e trabalhou na WBAL-TV em Baltimore de 1988 até 1995.
Salters já produziu matérias em diversos países para a ESPN, incluindo uma série de matérias sobre o Oriente Médio antes do início da Guerra do Iraque. Ela também apresentou a cobertura da ESPN das Olimpíadas de Inverno de 2006 em Turim, Itália, e a cobertura da ESPN da Copa do Mundo da FIFA de 2002. Salters é repórter e coprodutor da cobertura da NBA pela ABC e do Monday Night Football pela ESPN.

## Carreira

### Carreira pré-transmissão
Salters começou sua carreira como jornalista de rádio antes de se transformar em comentarista esportivo. Em 1995, ela foi nomeada com o título de primeira correspondente da Costa Oeste do serviço de notícias vinculados à ABC, o NewsOnem, em 1995. Salters relatou diversas histórias notáveis, incluindo o julgamento civil e criminal de O.J. Simpson, o julgamento do atentado em Oklahoma City, as Olimpíadas de Inverno de 1998 em Nagano, no Japão, e o acidente do voo 800 da TWA que caiu na rede. Ela optou pelo jornalismo esportivo apenas em 2000, quando a ESPN a convidou para um cargo de atribuição geral.

### Carreira na rádio
Salters iniciou sua carreira na ESPN como repórter geral em março de 2000. Ela atua como repórter e produtora do Monday Night Football além de ser a repórter principal da cobertura da NBA pela ESPN na ABC. Salters também é uma das principais correspondentes doo programa de notícias da ESPN, E:60, que estreou em outubro de 2007. Em 2008, ela foi indicada ao prêmio Emmy de Esportes pela história "Ray Of Hope".
As reportagens de Salters na ESPN têm sido exibidas na série "Outside the Lines". Ela foi a responsável pela cobertura detalhada da rede sobre o julgamento por conspiração para assassinato do wide receiver do Carolina Panthers, Rae Carruth, que ocorreu de dezembro de 2000 até janeiro de 2001. Salters também atuou como repórter da ESPN durante a Copa do Mundo da FIFA de 2002, realizada na Coreia do Sul e no Japão, onde anunciou a formação inicial da Seleção dos Estados Unidos um dia antes do jogo inaugural contra Portugal. Salters reportou os Jogos Olímpicos de 2004 em Atenas, na Grécia, e foi a apresentadora da cobertura dos Jogos Olímpicos de Inverno de 2006 em Torino, na Itália.

## Vida pessoal
Salters veio ao mundo em King of Prussia, na Pensilvânia, e completou sua graduação na Penn State University em 1988, obtendo um diploma em jornalismo de rádio e televisão. Ela atuou como armadora no time de basquete Lady Lions entre 1986 e 1987, e Salters é reconhecida por ser a atleta mais baixa na história da instituição, medindo 1,6 metros.
Salters completou seus estudos na Upper Merion Area High School em King of Prussia, onde faz parte do Hall da Fama da instituição. Além disso, Salters é prima do antigo atleta da Universidade de Pittsburgh e do Dallas Cowboys, Tony Dorsett.
Salters vive em Nashville, Tennessee, ao lado de sua companheira Stephanie White .
No dia 13 de outubro de 2017, Salters foi homenageada no Capítulo do Condado de Montgomery do Hall da Fama dos Esportes da Pensilvânia.

## Links externos
- Biografia de Lisa Salters na ESPN

1. ↑  Kohler, Katie (17 de outubro de 2017). «Class of 2017: 10 inducted into Montgomery County Chapter of the Pennsylvania Sports Hall of Fame». Times Herald. Consultado em 23 de outubro de 2017